# Athletic Club Sparta Praha fotbal
L'Athletic Club Sparta Praha fotbal, noto internazionalmente e semplicemente come Sparta Praha (pron. ceca '[ˈsparta ˈpraɦa]'), e in italiano Sparta Praga, è una società polisportiva ceca con sede a Praga, famosa soprattutto per la sua sezione calcistica.
È il club più titolato della 1. liga, la massima divisione del panorama calcistico nazionale. Divisa da un'acerrima rivalità dalla concittadina Slavia Praga, è stata storicamente la squadra che ha fornito più giocatori alle nazionali di Cecoslovacchia prima e di Rep. Ceca poi.
Nel suo palmarès figurano 38 titoli nazionali (24 campionati cecoslovacchi e 14 cechi), 16 coppe nazionali (8 ceche e 8 cecoslovacche), 2 supercoppe nazionali e 3 Coppe dell'Europa Centrale / Mitropa. La squadra vanta inoltre numerose partecipazioni alle coppe europee confederali, dove i migliori risultati sono i quarti di finale in Coppa Campioni (1966 e 1985), i quarti di finale in UEFA Europa League (1984 e 2016) e la semifinale di Coppa delle Coppe 1972-1973. Nel Coppa dei Campioni 1991-1992, lo Sparta Praga arriva secondo nella seconda fase a gironi dietro ai futuri vincitori del Barcellona, in un'edizione che immetteva direttamente in finale le vincitrici degli ultimi due gruppi: è ricordata come una delle migliori annate europee nella storia del club.

## Storia

### I primi anni
Alla fine del 1893 un piccolo gruppo di ragazzi usciti dall'Athletic Club Praha e formato da tre fratelli, Vaclac, Bohumil e Rudolf Rudl, decise di fondare un proprio club. Il 17 dicembre ci fu il primo incontro dei membri del club e vennero decisi i colori dell'Athletic Club Sparta: un tricolore blu, rosso e giallo. Il colore blu per simboleggiare l'Europa, il rosso per la città reale, il giallo è purtroppo sconosciuto.
Agli inizi dell'attività calcistica i giocatori indossavano una maglietta nera con una grande "S" sul petto, poi giocarono con una maglietta a strisce bianconere. Nel 1906 il presidente Petrik era in Inghilterra per vedere l'Arsenal giocare. Rimase affascinato dalla maglia rossa e decise così di portare il completo a Praga. Da allora lo Sparta giocò con maglia rossa, pantaloncini bianchi e calzettoni neri.

### Le epoche d'oro
Appena dopo la prima guerra mondiale venne il famoso periodo degli Iron Sparta, in cui il club, a partire dalla metà degli anni '20, conquistò titoli su titoli, dominando il campionato cecoslovacco. Nella squadra giocavano calciatori del calibro di Peyer, Hochamn e Nejedly, il capocannoniere della Coppa del Mondo 1934. I trofei più importanti di questo primo periodo d'oro sono le vittorie della Coppa dell'Europa Centrale nel 1927 e 1935, che al tempo era considerata importante come l'attuale Champions League.
Dopo bruschi cambiamenti imposti dal regime socialista, come i frequenti cambi di nome, i tifosi rimpiangevano i tempi d'oro degli Iron Sparta e dopo il titolo del 1954 il club cadde in miseria. Solo Andrej Kvasnak negli anni '60 riuscì a riportare il club ad alti livelli.
Infatti il trio Kvasnak, Jiri Tichy e Vaclav Masek riuscì a riempire lo stadio nuovamente come negli anni '30, raggiungendo quasi i 40.000 spettatori. Tutti e tre parteciparono al Mondiale 1962 in Cile, dove la Cecoslovacchia finì seconda. Negli anni '60 infatti il club conquistò un'altra Coppa Mitropa nel 1964, che sebbene non avesse più l'importanza di una volta era ancora piuttosto prestigiosa, e due campionati cecoslovacchi nel 1964-65 e nel 1966-67.

### Dalla retrocessione alla seconda epoca d'oro
Fino al 1975 lo Sparta era l'unico club a non essere mai retrocesso nella serie cadetta. Proprio nello stesso anno, sia per la squadra non competitiva sia per una serie di circostanze, il club retrocedette per la prima volta nella seconda divisione. Lo Sparta però non deluse le attese questa volta, dominando il campionato e tornando rapidamente in I. liga, riempiendo lo stadio nelle partite di cartello.
Sebbene il club fosse tornato subito nella massima serie, ci vollero parecchi anni per tornare tra le grandi. Nella stagione 1983-84 il club tornò a riconquistare il titolo nazionale, vincendone altri 7, di cui 5 di fila, fino allo scioglimento della Cecoslovacchia avvenuto nel 1993.

### Dagli anni '90 ad oggi
Anche dopo la divisione della Cecoslovacchia e l'istituzione del campionato ceco, la cui massima serie fu denominata Gambrinus Liga, la squadra continuò a dominare il campionato (dal 1993-1994 al 2000-2001 arrivarono sette titoli nazionali in otto stagioni) e a ben figurare in Europa. Negli anni '90 vestirono la maglia dello Sparta giocatori come Pavel Nedvěd, futuro Pallone d'oro e vincitore di tre titoli nazionali con la squadra, il portiere Jaromír Blažek e l'attaccante Vratislav Lokvenc, partner d'attacco di Horst Siegl in una delle coppie-gol più prolifiche della storia del club. Non ebbe fortuna allo Sparta, invece, un giovane Jan Koller, pur destinato ad una ragguardevole carriera.
Nella Coppa dei Campioni 1991-1992 lo Sparta, pur essendo una debuttante nella competizione, battendo prima i Rangers e poi il Marsiglia arrivò ai gruppi di semifinale. Pur confrontandosi con squadre del calibro di Barcelona, Benfica e Dinamo Kiev, lo Sparta arrivò comunque in seconda posizione nel proprio raggruppamento, il che varrebbe non ufficialmente il terzo o quarto posto. Dal 1997 il club giocò con regolarità in UEFA Champions League, sebbene in qualche occasione sia stata eliminata ai play-off. Nel 1997-98 la compagine praghese fu la prima squadra ceca a qualificarsi alla fase a gruppi della rinnovata Champions League.
Gli anni 2000 iniziarono con un nuovo alloro nazionale, ma nel decennio seguente la squadra ottenne quattro titoli in tutto, non riuscendo mai a confermare il successo dell'anno precedente a causa dell'arrivo delle outsider Slovan Liberec, Baník Ostrava, e, sul finire del primo decennio degli anni 2000, dei concittadini dello Slavia Praga. Tra i protagonisti dei successi dello Sparta nei primi anni 2000 figurano Tomáš Rosický e i difensori Tomáš Řepka e René Bolf, nonché Milan Fukal e Vladimír Labant. Inoltre, malgrado giocasse molto spesso in Europa, il club non riuscì mai a bissare il grande risultato ottenuto nel 1992, arrivando al massimo alla seconda fase a gruppi (1999-2000 e 2001-02) o agli ottavi di finale (2003-04) della massima competizione continentale.
Ancora peggio, in ambito nazionale, andarono gli anni duemiladieci, caratterizzati da due soli titoli in dieci anni, in cui a farla da padrone in campionato sono stati il Viktoria Plzeň e, sul finire del decennio, lo Slavia.

## Allenatori
- 1907-1911  Karel Maleček
- 1911-1918  František Malý
- 1919-1923  John Dick
- 1924-1927  Václav Špindler
- 1928-1934  John Dick
- 1934-1939  František Sedláček
- 1939-1944  Josef Kuchynka
- 1945-1948  František Sedláček
- 1948-1953  Erich Srbek
- 1954-1957  ...
- 1957-1958  Erich Srbek e  Vlastimil Preis
- 1958-1959  Vlastimil Preis,  Karel Senecký e  Jirí Šimonek
- 1959-1961  Karel Kolský
- 1961-1962  Karel Kolský (lug.-dic.)
 Karel Kolský e  Jaroslav Štumpf (dic.-giu.)
- 1962-1963  Karel Kolský e  Jaroslav Štumpf
- 1963-1964  Jaroslav Štumpf e  Václav Ježek
- 1964-1969  Václav Ježek
- 1969-1970  Milan Navara
- 1970-1971  Karel Kolský
- 1971-1972  Karel Kolský (lug.-set.)
 Tadeáš Kraus (set.-giu.)
- 1972-1974  Tadeáš Kraus
- 1974-1975  Ivan Mráz (lug.-mar.)
 Zdenek Roček (mar.-giu.)
- 1975-1976  Štefan Čambal e  Zdenek Roček
- 1976-1977  Dušan Uhrin (lug.-dic.)
 Jozef Hložek (gen.-giu.)
- 1977-1978  Jozef Hložek (lug.-mar.)
 Antonín Rýgr (mar.-giu.)
- 1978-1981  Jiří Rubáš
- 1981-1982  Dušan Uhrin
- 1982-1983  Dušan Uhrin (lug.-dic.)
 Václav Ježek (dic.-giu.)
- 1983-1984  Václav Ježek
- 1984-1985  Vladimír Táborský
- 1985-1986  Ján Zachar
- 1986-1988  Václav Ježek
- 1988-1990  Jozef Jarabinský
- 1990-1991  Václav Ježek
- 1991-1993  Dušan Uhrin
- 1993-1994  Karol Dobiaš
- 1994-1995  Karol Dobiaš (lug.-ago.)
 Vladimir Borovička (ago.-ott.)
 Jürgen Sundermann (ott.-mar.)
 Jozef Jarabinský (mar.-giu.)
- 1995-1996  Jozef Jarabinský (giu.-dic.)
 Vlastimil Petržela (gen.-giu.)
- 1996-1997  Vlastimil Petržela (lug.-set.)
 Jozef Chovanec (set.-giu.)
- 1997-1998  Jozef Chovanec (lug.-dic.)
 Zdeněk Ščasný (gen.-giu.)
- 1998-1999  Zdeněk Ščasný
- 1999-2001 Ivan Hašek
- 2001-2002  Jaroslav Hřebík (lug.-apr.)
 Vítězslav Lavička (apr.-giu.)
- 2002-2003  Jozef Jarabinský (lug.-dic.)
 Jiří Kotrba (dic.-giu.)
- 2003-2004  Jiří Kotrba (lug.-mar.)
 František Straka (mar.-giu.)
- 2004-2005  František Straka (lug.-dic.)
 Jaroslav Hřebík (dic.-giu.)
- 2005-2006  Jaroslav Hřebík (lug.-ott.)
 Stanislav Griga (ott.-giu.)
- 2006-2007  Stanislav Griga (lug.-ago.)
 Michal Bílek (set.-giu.)
- 2007-2008  Michal Bílek
- 2008-2009  Vítězslav Lavička (lug.-ott.)
 Jozef Chovanec (ott.-giu.)
- 2009-2011  Jozef Chovanec
- 2011-2012  Jozef Chovanec (lug.-dic.)
 Martin Hašek (gen.-mag.)
 Václav Jílek (mag.-giu.) - (Ad Interim)
- 2012-2014  Vítězslav Lavička
- 2014-2015  Vítězslav Lavička (lug.-apr.)
 Zdeněk Ščasný (apr.-giu.)
- 2015-2016  Zdeněk Ščasný
- 2016-2017  Zdeněk Ščasný (lug.-set.)
 David Holoubek (set.-nov.) - (Ad Interim)
 Tomáš Požár (nov.-mar.) - (Ad Interim)
 Petr Rada (mar.-giu.) - (Ad Interim)
- 2017-2018  Andrea Stramaccioni (lug.-mar.)
 Pavel Hapal (mar.-giu.)
- 2018-2019  Pavel Hapal (lug.-ago.)
 Zdeněk Ščasný (ago.-apr.)
 Michal Horňák (apr.-giu.) - (Ad Interim)
- 2019-2020  Václav Jílek (lug.-feb.)
 Václav Kotal (feb.-giu.)
- 2020-2021  Václav Kotal (lug.-feb.)
 Pavel Vrba (feb.-giu.)
- 2021-2022  Václav Kotal (lug.-mag.)
 Michal Horňák (mag.-giu.) - (Ad Interim)
- 2022-2024  Brian Priske

## Calciatori

### Lo Sparta Praga e la nazionale cecoslovacca di calcio
Lo Sparta Praga nel corso della sua storia ha avuto un forte legame con la nazionale cecoslovacca.
Karel Hradecký fu il primo calciatore dello Sparta ad entrare in Nazionale, allora in quella della Boemia, nel 1907. Nella Nazionale boema militarono anche Jaroslav Špindler, Karel Šubrt e Václav Titl. Con il ritorno della Nazionale cecoslovacca nel 1920, dopo il primo conflitto mondiale, 10 giocatori su 14 furono della società granata. Ai Giochi della VII Olimpiade i calciatori dello Sparta Praga furono Hojer, Kolenatý, Pešek, Sedláček, Janda, Pilát, Plaček, Pospíšil e Perner.

### Vincitori di titoli
Calciatori campioni olimpici di calcio
  Jan Berger (Mosca 1980)

## Palmarès

### Competizioni nazionali
- Campionato cecoslovacco: 24  (record; in corsivo i campionati considerati non ufficiali dalla federcalcio cecoslovacca)

1909, 1912, 1919, 1920, 1922, 1921, 1923, 1925-1926, 1927, 1931-1932, 1935-1936, 1937-1938, 1938-1939, 1943-1944, 1945-1946, 1947-1948, 1952, 1954, 1964-1965, 1966-1967, 1983-1984, 1984-1985, 1986-1987, 1987-1988, 1988-1989, 1989-1990, 1990-1991, 1992-1993
- Campionato ceco: 14  (record)

1993-1994, 1994-1995, 1996-1997, 1997-1998, 1998-1999, 1999-2000, 2000-2001, 2002-2003, 2004-2005, 2006-2007, 2009-2010, 2013-2014, 2022-2023, 2023-2024
- Coppa di Cecoslovacchia: 8  (record, condiviso con il Dukla Praga)

1963-1964, 1971-1972, 1975-1976, 1979-1980, 1983-1984, 1987-1988, 1988-1989, 1991-1992
- Coppa della Repubblica Ceca: 8  (record)

1995-1996, 2003-2004, 2005-2006, 2006-2007, 2007-2008, 2013-2014, 2019-2020, 2023-2024
- Supercoppa della Repubblica Ceca: 2  (record, condiviso con il Viktoria Pilsen)

2010, 2014

### Competizioni internazionali
- Coppa dell'Europa Centrale / Coppa Mitropa: 3  (record ceco)

1927, 1935, 1964
- Coppa Intertoto: 3

1980, 1985, 1989

### Competizioni giovanili
- Torneo di Viareggio: 1

1956
- Torneo Internazionale Under-19 Bellinzona: 2

1982, 1983

### Altri piazzamenti
- Campionato cecoslovacco:

Secondo posto: 1896 (autunno), 1897 (autunno), 1898, 1918, 1925, 1929-1930, 1930-1931, 1932-1933, 1933-1934, 1934-1935, 1936-1937, 1939-1940, 194-1943, 1946-1947, 1949, 1950, 1953, 1957-1958, 1965-1966, 1985-1986, 1991-1992
Terzo posto: 1896 (primavera), 1917, 1927-1928, 1928-1929, 1951, 1955, 1956, 1968-1969, 1969-1970, 1982-1983
- Coppa di Cecoslovacchia:

Finalista: 1966-1967, 1974-1975, 1985-1986, 1986-1987, 1992-1993
- Campionato ceco:

Secondo posto: 2001-2002, 2003-2004, 2007-2008, 2008-2009, 2010-2011, 2011-2012, 2012-2013, 2014-2015, 2015-2016, 2020-2021
Terzo posto: 2016-2017, 2018-2019, 2019-2020, 2021-2022
- Coppa della Repubblica Ceca:

Finalista: 1993-1994, 2000-2001, 2001-2002, 2004-2005, 2011-2012, 2021-2022, 2022-2023, 2024-2025
Semifinalista: 1998-1999, 2008-2009, 2012-2013, 2015-2016, 2018-2019, 2020-2021
- Coppa delle Coppe:

Semifinalista: 1972-1973
- Coppa dell'Europa Centrale / Coppa Mitropa:

Finalista: 1930, 1936
Semifinalista: 1931, 1933
Terzo posto: 1965
Quarto posto: 1976-1977

## Organico

### Rosa 2025-2026
Aggiornata al 27 luglio 2025.
| N. |                               | Ruolo | Calciatore            |
| -- | ----------------------------- | ----- | --------------------- |
| 1  | Danimarca (bandiera)          | P     | Peter Jensen          |
| 2  | Rep. Ceca (bandiera)          | D     | Martin Suchomel       |
| 3  | Rep. Ceca (bandiera)          | D     | Pavel Kadeřábek       |
| 5  | Guinea Equatoriale (bandiera) | C     | Santiago Eneme        |
| 6  | Finlandia (bandiera)          | D     | Kaan Kairinen         |
| 7  | Nigeria (bandiera)            | A     | Victor Olatunji       |
| 8  | Rep. Ceca (bandiera)          | C     | Magnus Kodof Andersen |
| 9  | Kosovo (bandiera)             | A     | Albion Rrahmani       |
| 10 | Rep. Ceca (bandiera)          | A     | Jan Kuchta            |
| 14 | Serbia (bandiera)             | C     | Veljko Birmančević    |
| 16 | Nigeria (bandiera)            | D     | Emmanuel Uchenna      |
| 17 | Ecuador (bandiera)            | D     | Angelo Preciado       |
| 18 | Rep. Ceca (bandiera)          | C     | Lukáš Sadílek         |

| N. |                       | Ruolo | Calciatore       |
| -- | --------------------- | ----- | ---------------- |
| 19 | Rep. Ceca (bandiera)  | D     | Adam Sevinsky    |
| 21 | Rep. Ceca (bandiera)  | C     | Dominik Hollý    |
| 22 | Slovacchia (bandiera) | C     | Lukáš Haraslín   |
| 25 | Danimarca (bandiera)  | D     | Asger Sørensen   |
| 26 | Rep. Ceca (bandiera)  | D     | Patrik Vydra     |
| 27 | Rep. Ceca (bandiera)  | D     | Filip Panák      |
| 29 | Kosovo (bandiera)     | A     | Ermal Krasniqi   |
| 30 | Rep. Ceca (bandiera)  | D     | Jaroslav Zelený  |
| 32 | Rep. Ceca (bandiera)  | C     | Matěj Ryneš      |
| 33 | Belgio (bandiera)     | D     | Elias Cobbaut    |
| 42 | Rep. Ceca (bandiera)  | P     | Vojtěch Vorel    |
| 44 | Slovacchia (bandiera) | P     | Jakub Surovčík   |
|    | Norvegia (bandiera)   | C     | Markus Solbakken |